# 크라운해태그룹
크라운해태그룹(Crown Haitai Group)은 대한민국의 기업집단이다.